# Eddie Gómez
Eddie Gómez (Edgardo Gómez, Santurce, de San Juan de Puerto Rico, 4 de octubre de 1944) es un contrabajista estadounidense de jazz.

## Historial
Crecido en New York, cerca de Harlem, estudia contrabajo a partir de 1955, participando varios años en la Newport Festival Youth Band, orquesta de jóvenes bajo la dirección de Marshall Brown. En 1963 pasa a la Julliard School of Music, y un par de años después, forma parte del trío de Marian McPartland y, después, trabaja con Paul Bley, Gerry Mulligan y Jim Hall.
Bill Evans le propone trabajar con él, tras coincidir en el Village Vanguard (1966), una colaboración que se extenderá hasta 1977, lo que no le impide simultanear trabajos con otras grandes figuras del jazz: Miles Davis, Steve Gadd, Lee Konitz, Jay McShann, el flautista Jeremy Steig (n. 1942), el trombonista alemán Albert Magelsdorff (n. 1928), etc. Una vez finalida su etapa con Evans, Eddie Gómez trabajará con Charles Mingus y Chick Corea, además de realizar diversos trabajos en Europa.
Durante la década de los 80, Gómez trabaja básicamente como músico de estudio y con Steps Ahead, grupo de jazz fusión del que fue cofundador. El primer disco a su nombre aparece en 1984, y dos años más tarde abandona a los Steps, para tocar con Randy Brecker, Eliane Elias, Lew Soloff y Michel Petrucciani.
A partir de los años 90, Gómez vuelve varias veces a Puerto Rico y realiza giras por todo el mundo con sus propias formaciones. Actualmente es artista en residencia en el Conservatorio de Música de Puerto Rico.

## Estilo
La forma de tocar de Eddie Gómez tiene mucha influencia de Scott LaFaro, perpetuando así la tradición del contrabajo melódico, brillante y virtuoso. Especialista en el registro más agudo del instrumento, posee un ligero vibrato en su sonoridad, y se caracteriza por la solidez del trabajo de la mano izquierda.

## Discografía

### Como líder/colíder
| Año publicación | Título                   | Sello discográfico  | Personal/Notas |
| --------------- | ------------------------ | ------------------- | --- |
| 1976            | Down Stretch             | Trio Records        | Con Takehiro Honda (piano) y Eliot Zigmund (percusión) |
| 1977            | Outlaws                  | Enja                | Con Jeremy Steig |
| 1984            | Gomez                    | Interface           | Con Chick Corea (piano) y Steve Gadd (batería) |
| 1986            | Mezgo                    | Epic/Sony           | Con Michael Brecker (saxo tenor), Masahiko Satoh (teclados) y Steve Gadd (batería) |
| 1988            | Power Play               | Columbia            | Con Al Foster y Steve Gadd (batería/percusión); Lee Ann Ledgerwood y Michael Cochrane (teclados); Michael Brecker (saxo tenor); Jeremy Steig (Flauta); Dick Oatts (saxo soprano/saxo alto); Jim Hall (guitarra en tema 5); Ann Bristol y Kimiko Itoh (vocal en Tema 9)           |
| 1989            | Street Smart             | Epic/Sony           | Con Richard Tee (piano); Kenny Werner (teclados); Randy Brecker (trompeta); Hugh McCracken (guitarra); Jack McDuff (órgano); Dick Oatts (saxo tenor); Barry Rogers (trombón); Steve Gadd (batería/percusión); Nicky Marrero (bongos/timbales); Steve Thornton (congas/percusión) |
| 1992            | Live In Moscow           | B&W Records         | Con Michael Okun (piano), Steve Amirault (piano/sintetizador) y Ronnie Burrage (batería). |
| 1993            | Next Future              | Stretch Records     | Con Chick Corea (piano/sintetizador) y James Williams (piano); Rick Margitza (saxos tenor/soprano); Jeremy Steig (flauta); Lenny White (batería). |
| 1998            | Dedication               | Evidence Records    | Con Stefan Karlsson (piano), Jeremy Steig (flauta) y Jimmy Cobb (batería). |
| 1998            | Uptown Music             | Paddle Wheel        | Con Stefan Karlsson (piano), Jeremy Steig (flauta) y Jimmy Cobb (batería). |
| 2003            | Live in Japan            | Twinz               | Con Stefan Karlsson (piano) y Jimmy Cobb (batería). |
| 2003            | Both Sides Now           | Pelosenel           | Con Carli Muñoz (piano). |
| 2004            | Art Of The Heart         | Art Of Life Records | Con Mark Kramer (piano). |
| 2005            | Jazz Fiddler on the Roof | Twinz Records       | Con Mark Kramer (piano) y John Mosemann (batería). |
| 2007            | Palermo                  | Jazz Eyes           | Con Stefan Karlsson (piano) y Nasheet Waits (batería). |
| 2008            | Beautiful Love           | Isol Discus         | Con Al Di Meola (guitarra), Yutaka Kobayashi (piano) y Billy Drummond (batería). |
| 2009            | Duets                    | Acqua Records       | Con Carlos Franzetti (piano). |
| 2010            | Live In Mexico City      | Jazzling Records    | Con Stefan Karlsson (piano) y Rodrigo Villanueva (batería). |
| 2010            | Forever                  | Plus Loin Music     | Con Cesarius Alvim (piano). |
| 2010            | Live In Italy            | Tuscia In Jazz Live | Con Dado Moroni (piano) y Marco Valeri (batería). |
| 2012            | Per Sempre               | BFM Jazz            | Con Teo Clavarella (piano), Matt Marvuglio (flauta) y Massimo Manzi (batería). |
| 2014            | Live at Montmartre       | Storyville Records  | Con Carsten Dahl (piano). |

### Comomúsico de sesión
| Con Bill Evans - A Simple Matter of Conviction (Verve, 1966) - California Here I Come (Verve, 1967) - Bill Evans at the Montreux Jazz Festival (Verve, 1968) - What's New (Verve, 1969) - Autumn Leaves (Lotus, 1969) - Jazzhouse (Milestone, 1969) - You're Gonna Hear From Me (Milestone, 1969) - From Left to Right (MGM, 1970) - Quiet Now (Charly, 1970) - Montreux II (CTI, 1970) - Homewood (Red Bird Records, 1970) - The Bill Evans Album (Columbia, 1971) - Two Super Bill Evans Trios: Live In Europe! (Unique Jazz, 1972) - Living Time with George Russell Orchestra (Columbia, 1972) - The Tokyo Concert (Fantasy, 1973) - Eloquence (Fantasy, 1973) - Half Moon Bay (Milestone, 1973) - Since We Met (Fantasy, 1974) - Re: Person I Knew (Fantasy, 1974) - Symbiosis (MPS, 1974) - But Beautiful (Milestone, 1974) - Blue in Green: The Concert in Canada (Milestone, 1974) - Live In Europe, Vol.1 y Vol. 2 (EPM Musique, 1974) - Intuition (Fantasy, 1974) - The Canadian Concert Of Bill (Cam-Am, 1974) - Montreux III (Fantasy, 1975) - With Monica Zetterlund - Swedish Concert 1975 (Nova Disc, 1975) - In His Own Way (Nova Disc, 1975) - Crosscurrents (West Wing, 1976) - I Will Say Goodbye (Fantasy, 1977) - You Must Believe in Spring (Warner, 1977) - From The 70's - Grabaciones en directo inéditas de 1973-74 (Fantasy, 1983/Original Jazz Classics, 2002) - Live In Paris 1972 Vol.1 y 2 (France's Concert, 1988) - Live In Paris 1972 Vol.3 (France's Concert, 1989) - Switzerland 1975 (Domino Records, 1990) - Buenos Aires Concert 1973 (Yellow Note Records, 1991) - The Secret Sessions: Recorded at the Village Vanguard 1966-1975 (Milestone, 1996) - The Sesjun Radio Shows - Grabaciones inéditas en directo de 1973 (Out Of The Blue, 2011) - Live At Art D'Lugoff's Top Of The Gate - Grabaciones en directo 1968 (Resonance Records, 2012) - Live '66: The Oslo Concerts (Somethin' Cool, 2016) - Some Other Time: The Lost Session From The Black Forest - Grabaciones de estudio inéditas de 1968 (Resonance Records, 2016) - Another Time: The Hilversum Concert - Gabación inédita de 1968 (Resonance Records, 2017) - On A Monday Evening - Grabación inédita en directo de 1976 en el Madison Union Theater, Universidad de Wisconsin (Fantasy, 2017) - Evans In England - Grabación inédita en directo de 1969 (Resonance Records, 2019) Con John Abercrombie - Structures (Chesky Records, 2006) Con Warren Bernhardt - Blue Montreux (Arista, 1978) - Blue Montreux II (Arista, 1979) - Warren Bernhardt Trio (DMP, 1983) Con Paul Bley - Barrage (ESP-Disk, 1965) Con Joanne Brackeen - Prism (Choice, 1978) - Keyed In (Tappan Zee, 1979) - Ancient Dynasty (Tappan Zee, 1980) - Special Identity (Antilles, 1981) - Breath of Brazil (Concord Picante, 1991) - Where Legends Dwell (Ken Music, 1992) - Take a Chance (Concord Picante, 1993) Con Randy Brecker - Score (Solid State, 1969) Con Bill Bruford y Ralph Towner - If Summer had its Ghosts (Discipline Global Mobile, 1997) Con Joe Chambers - Isla Verde (Paddle Wheel, 1995) Con Santos Chillemi - Trinidad (Maracatu, 1991) - Au Gre Du Temps (Frémeaux & Associés, 2004) Con Billy Cobham - Drum 'n' Voice - All That Groove (Sony Music, 2001) Con Chick Corea - The Leprechaun (Polydor, 1976) - The Mad Hatter (Polydor, 1978) - Friends (Polydor, 1978) - Three Quartets (Warner Bros. Records, 1981) - The Boston Three Party (Stretch Records, 2007) - From Miles (Stretch Records, 2007) - Further Explorations (Concord Jazz, 2012) Con Jack DeJohnette - The De Johnette Complex (Milestone, 1969) - New Directions (ECM Records, 1978) - New Directions In Europe (ECM Records, 1980) Con Armen Donelian - Stargazer (Atlas Record, 1981) Con Eliane Elias - Illusions (Denon, 1986) - Cross Currents (Denon, 1987) - Eliane Elias Plays Jobim (Blue Note, 1990) - Fantasia (Blue Note, 1992) - Paulistana (Blue Note, 1993) - Music from Man of La Mancha (Concord, 2017) Con Peter Erskine - Peter Erskine (Contemporary Records, 1982) Con Art Farmer y Joe Henderson - Yama (CTI, 1979) Con Mordy Ferber - Mr. X (Ozone Music, 1995) - Being There (CDBY, 2005) Con Jeff Gardner - Continuum (Terramar, 2007) Con George Garzone - Alone (NYC Records, 1995) Con Mick Goodrick - In Pas(s)ing (ECM, 1979) Con Dino Govoni - Breakin' Out (Whaling City Sound, 2001) Con Bunky Green - Places We've Never Been (Vanguard, 1979) Con David Grisman - Hot Dawg (A&M-Horizon, 1978) Con Tim Hardin - Tim Hardin 3 Live in Concert (Verve Forecast, 1968) Con Billy Hart - Rah (Gramavision Records, 1988) Con Richie Havens - Somethin' Else Again (Verve Forecast, 1967) Con Terumasa Hino - Double Rainbow (CBS/Sony, 1981) Con Freddie Hubbard - Sweet Return (Atlantic Records, 1983) Con Sandy Hurvitz - Sandy's Album Is Here At Last (Verve, 1968) Con Bob James - All Around The Town (CBS, 1981) Con Andrei Kondakov - Fairy Tale In The Rain (Outline Records, 2012) - Blues For 4 (СПб Собака RU, 2005) Con Lee Konitz - The Lee Konitz Duets (Milestone, 1968) - Peacemeal (Milestone, 1969) Con Mark Kramer - Jazz Fiddler on the Roof (Mythic Jazz, 2002 \| Twinz, 2005) - Art of the Heart (Art of Life, 2006) - Kind of Trio with Joe Chambers (Eroica, 2008 \| Strawberry Mansion, 2017) - Boulders and Mountains (Eroica, 2009 \| Blue Node, 2017) - Art of Music (Strawberry Mansion, 2017) Con Ernie Krivda - The Alchemist (Inner City, 1978) Con Kronos Quartet - Music of Bill Evans (Landmark Records, 1986) Con Joachim Kühn - Nightline New York (Sandra Music Productions, 1981) Con Andy LaVerne - Liquid Silver (DMP, 1984) - Metropolis - Grabaciones Inéditas de 1979 (ALV Productions, 2018) Con Tom Lellis - And In This Corner... (Inner City, 1979) - Double Entendre (Beamtide Records, 1991) - Tom Lellis (Solid Records, 2018) Con Dave Liebman - Monk's Mood (Double-Time, 1999) Con Joe Locke - Moment to Moment - The Music of Henry Mancini (Milestone, 1994) Con Giuseppi Logan - Quartet (ESP-Disk, 1965) - More Giuseppi Logan (ESP-Disk, 1965) Con Enric Madriguera - The Minute Samba 1932-50, Vol. 2 (Harlequin, 2003) Con Mike Mainieri - An American Diary (NYC Records, 1995) - Live At Seventh Avenue South (NYC Records, 1996) Con Melissa Manchester - Joy (Angel Records, 1997) | Con Manhattan Jazz Quintet - My Funny Valentine (Paddle Wheel, 1986) - The Sidewinder (Paddle Wheel, 1986) - Live At Pit Inn (Paddle Wheel, 1986) - Live At Pit Inn Vol. 2 (Paddle Wheel, 1986) - My Favorite Things - Live in Tokio (Paddle Wheel, 1986) - Manhattan Blues (Sweet Basil, 1990) - Funky Strut (Sweet Basil, 1991) - Manteca - Live At Sweet Basil (Sweet Basil, 1992) - Concierto de Aranjuez (Sweet Basil, 1994) Con Herbie Mann - Peace Pieces - The Music Of Bill Evans (Kokopelli Records, 1995) - America/Brasil (Lightyear Entertainment, 1997) Con Andrea Marcelli - Beyond The Blue (Art Of Life, 2005) Con Tania Maria - Intimidade (Blue Note, 2005) Con Phil Markowitz - Sno' Peas (Bellaphon, 1981) Con Hugh Masekela - Home Is Where The Music Is (Blue Thumb Recorss, 1972) Con Eugene Maslov - The Face Of Love (Mack Avenue Records, 1999) Con David Matthews - Sir' (Birdland Records, 2019) Con Paul McCandless - All The Mornings Bring (Elektra, 1979) Con Jay McShann - The Big Apple Bash (Atlantic, 1979) Con Charles Mingus - Me, Myself & Eye (Atlantic, 1979) - Something Like A Bird (Atlantic, 1980) Con Bob Mintzer - Bop Boy (Explore Records, 2002) Con Dado Moroni - Kind Of Bill - Live At Casino Di San Remo (BFM Jazz, 2017) Con Bob Moses - Bittersuite In The Ozone (Mozown, 1975) - Visit With The Great Spirit (Gramavisión, 1983) Con Gerry Mulligan - Something Borrowed - Something Blue (Limelight Records, 1966) Con Judy Niemack - About Time (Sony, 2002) Con Mike Nock - Ondas (ECM, 1981) Con Claus Ogerman - Claus Ogerman Featuring Michael Brecker (GRP, 1991) Con Michel Petrucciani - Michel Plays Petrucciani (Blue Note, 1988) Con Marco Pignataro - Sofia's Heart (CD Baby, 2007) Con David Pomeranz - Time To Fly (Decca, 1971) Con Emily Remler - Transitions (Concord Records, 1983) - Catwalk (Concord, 1985) Con Alex Riel - Unriel! (Stunt Records, 1997) Con Ted Rosenthal - Calling You (CTI Records, 1992) Con Iñaki Sandoval - Miracielos (Bebyne, 2011) Con Masahiko Satoh - Chagall Blue (Openskye, 1980) - Amorphism (Sony, 1985) Con Tom Schuman - Extremities (GRP, 1990) Con John Scofield - Who's Who? (Arista, 1979) Con Phil Seamen - Phil Seamen Meets Eddie Gómez (Saga, 1968) Con Ben Sidran - Bop City (Island, 1983) Con Smappies - Smappies II (Victor, 1999) Con Tommy Smith - Step by Step (Blue Note Records, 1988) Con David Spinozza - Spinozza (A&M Records, 1978) Con Spyro Gyra - City Kids (MCA Records, 1983) Con Jeremy Steig - Jeremy & The Satyrs (Reprise, 1968) - Legwork (Solid State, 1970) - Wayfaring Stranger (Blue Note, 1971) - Energy (Capitol, 1971) - Fusion (Groove Merchant, 1972) - Monium (Columbia, 1974) - Outlaws (Enja, 1977) - Lend Me Your Ears (CMP, 1978) - Music for Flute & Double-bass (CMP, 1979) - Rain Forest (CMP, 1980) - Jam (Steig-Gomez Records, 2003) - What's New At F (Tokuma Japan, 2004) Con Steps Ahead - Step by Step (Better Days, 1980) - Smokin' in the Pit (NYC Records, 1980) - Paradox - Live At Seventh Avenue South (Better Days, 1982) - Steps Ahead (Elektra Musician, 1983) - Modern Times (Elektra Musician, 1984) Con Richard Stoltzman - Begin Sweet World (RCA, 1986) - Brasil (BMG Music, 1991) - Hark! (BMG Classics, 1992) - Dreams (RCA, 1995) - Danza Latina (RCA, 1998) Con Ira Sullivan - The Incredible Ira Sullivan (Stash, 1980) Con Laura Taylor - My Funny Valentine: Memories Of Chet Baker (Staying Power Records, 2006) Con Martin Taylor - Kiss and Tell (Columbia, 1999) Con The Gadd Gang - The Gadd Gang (A Touch, 1986) - Here & Now (Columbia, 1988) - Live At The Bottom Line (A Touch, 1994) Con The Great Jazz Trio - Moreover (East Wind, 1980) - The Session / Sleepy Meets The Great Jazz Trio (Next Wave, 1980) - Chapter II (East Wind, 1981) - Re-Visited - The Great Jazz Trio At The Village Vanguard Volume 1 (Eastworld, 1981) - Re-Visited - The Great Jazz Trio At The Village Vanguard Volume 2 (Eastworld, 1981) - Aurex Jazz Festival' 81 / The Great Jazz Trio & Friends With Nancy Wilson (Eastworld, 1981) - What's New - con Nancy Wilson (Eastworld, 1982) - Threesome (Eastworld, 1982) - The Club New Yorker (Interface, 1983) - Easy To Love: Eri Sings Cole Porter - con Eri Ohno (Interface, 1984) - Monk's Mood (Denon, 1984) - N.Y. Sophisticate: A Tribute To Duke Ellington (Denon/Interface, 1984) - Ambrosia - con Art Farmer (Denon/Interface, 1984) - The Great Jazz Trio Standard Collection (Interface, 1986) - The Great Jazz Trio Plays Standard (Somethin'Else, 1998) Con The Jazz Composer's Orchestra - Communication (Fontana, 1966) - The Jazz Composer's Orchestra (JCOA Records, 1968) Con The Newport Youth Band - The Newport Youth Band At The Newport Jazz Festival (Coral, 1959) - The Newport Youth Band Under The Direction Of Marshall Brown (Coral, 1959) - Dance Tonight (Coral, 1960) Con Eugenio Toussaint - Oinos (Música para beber vino) (Urtext, 2008) Con Ralph Towner - Batik (ECM, 1978) - Old Friends, New Friends (ECM, 1979) Con McCoy Tyner - Supertrios (Milestone, 1977) Con Gabriel Vicéns - Point in Time (Sello Independiente, 2012) Con Roseanna Vitro - Conviction: Thoughts Of Bill Evans (A-Records, 2001) Con Bennie Wallace - The Fourteen Bar Blues (Enja Records, 1978) - Live At The Public Theatre (Enja Records, 1978) - The Free Will (Enja Records, 1980) - Mistyc Bridge (Enja Records, 1982) - Twilight Time (Blue Note, 1985) - The Art Of Saxophone (Denon, 1987) - Bordertown (Blue Note, 1988) - Bennie Wallace (AudioQuest Music, 1998) - The Nearness Of You (Enja Records, 2003) Con Jack Wilkins - Merge (Chiaroscuro Records, 1977) - Reunion (Chiaroscuro, 2001) Con Larry Willis - Inner Crisis (Groove Merchant, 1973) - Blue Fable (HighNote, 2007) - The Offering (HighNote, 2008) Con Daniel Wong - Daniel Wong Trio (Fonarte Latino, 2014) |